# Antônio Braz Benevente
Dom Antônio Braz Benevente (Itápolis, 1 de janeiro de 1961) é um bispo católico brasileiro. É o bispo diocesano de Jacarezinho.

## Estudos
Cursou filosofia no Seminário Maior de São Carlos e teologia na Pontifícia Universidade Católica de Campinas. 

## Presbiterato
Foi ordenado sacerdote para a Arquidiocese de Uberaba pelo Arcebispo Dom Benedito Ulhoa Vieira em 7 de dezembro de 1985.

## Atividades antes do episcopado
Foi pároco na paróquia de Santo Antônio, de Planura (1985 a 1991); nas paróquias de Santa Luzia (1991 a 1996) e São Geraldo Majela (1996 a 1998), em Uberaba; na paróquia Nossa Senhora do Carmo, em Frutal (1998) e na paróquia São Benedito, em Uberaba, desde 2000.
Foi professor da disciplina de História de Israel no Instituto de Teologia São José, Coordenador Arquidiocesano de Pastoral, Administrador da Cúria, Capelão do papa João Paulo II e membro do Colégio de Consultores e dos Conselhos de Presbíteros e de Pastoral da Arquidiocese de Uberaba.

## Episcopado
Foi nomeado bispo da Diocese de Jacarezinho no dia 23 de junho de 2010 pelo papa Bento XVI. Recebeu a ordenação episcopal em 7 de setembro de 2010 no ginásio Marista Diocesano, em Uberaba, das mãos de Dom Aloísio Roque Oppermann, Dom Benedito de Ulhôa Vieira e Dom Fernando José Penteado. Tomou posse como o sétimo bispo diocesano de Jacarezinho no dia 10 de outubro desse mesmo ano.